# فريتز جوستين
فريتز جوستين (بالإنجليزية: Frederic Heath)‏ هو صحفي أمريكي، ولد في 1864، وتوفي في 1954.